# Balkans occidentaux

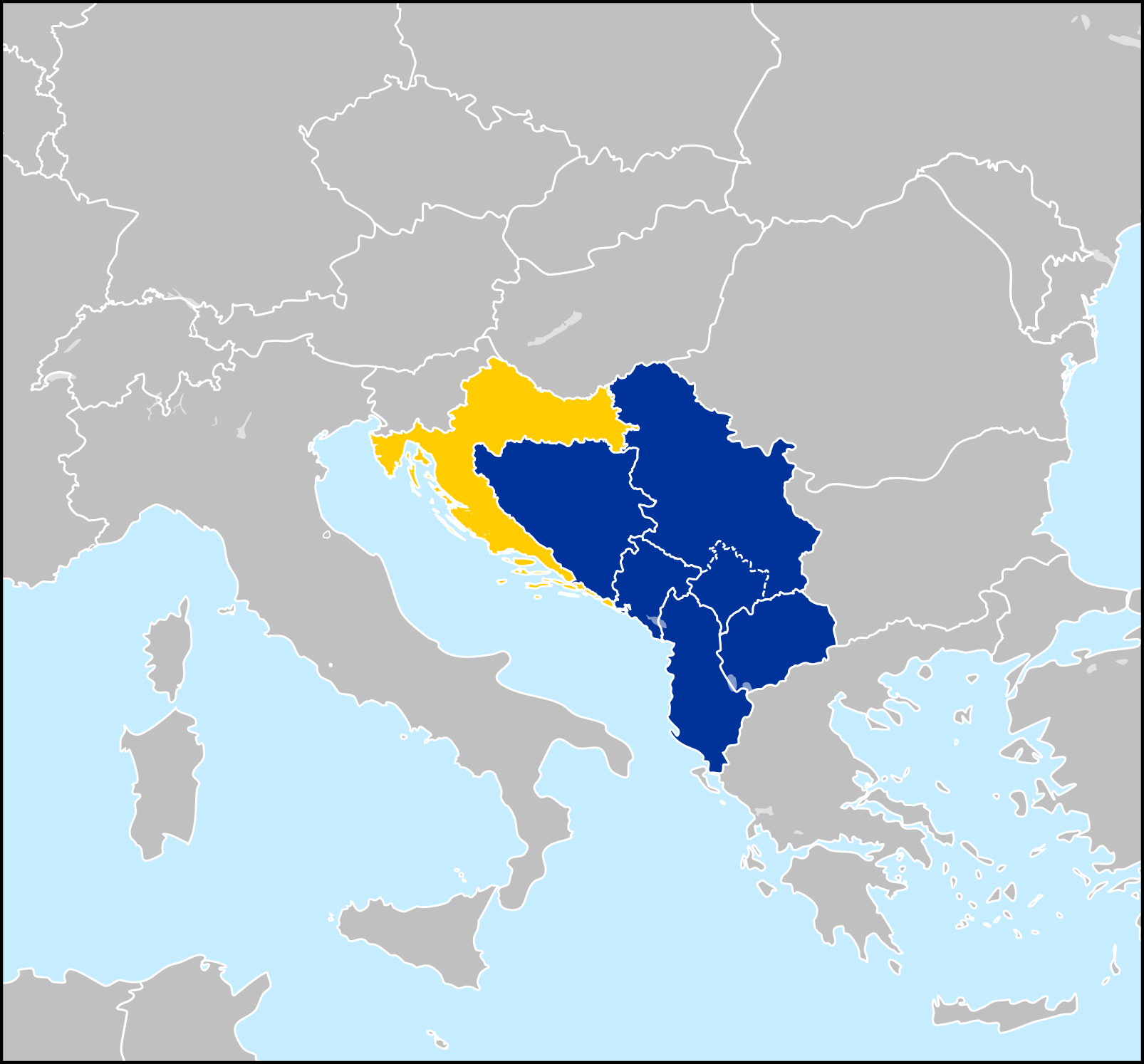
Les Balkans occidentaux, selon l'Union européenne.

« Balkans occidentaux » est une dénomination utilisée notamment par la presse,, et diverses organisations internationales, comme l'Union européenne,, l'ONU et ses institutions spécialisées ou encore l'OTAN, pour désigner une région de l'Europe qui regroupe généralement la Croatie, la Bosnie-Herzégovine, le Kosovo, la Macédoine du Nord, le Monténégro et la Serbie (c'est-à-dire les pays de l'ancienne Yougoslavie, généralement sans la Slovénie) ainsi que l'Albanie.